# Borchów
Borchów est une localité polonaise de la gmina d'Oleszyce, située dans le powiat de Lubaczów en voïvodie des Basses-Carpates.